# Ready for Boarding
Ready for Boarding е концертен албум на германската хевиметъл банда Running wild, записан на живо в Мюнхен през 1987 година.

## Списък на песните
1. Hymn of Long John Silver – 02:36
2. Under Jolly Roger – 04:17
3. Genghis Khan – 04:15
4. Raise Your Fist – 05:16
5. Purgatory – 05:35
6. Mordor – 04:24
7. Diabolic Force – 04:38
8. Raw Ride – 04:38
9. Adrian (S.O.S.) – 02:35
10. Prisoner of Our Time – 04:34

## Членове
- Rock'n'Rolf – вокал, китари
- Majk Moti – китари
- Jens Becker – бас
- Stefan Schwartzmann – барабани